# Terminal Jive
Terminal Jive è il nono album in studio del gruppo musicale statunitense Sparks, pubblicato nel 1980.

## Tracce
Side 1
1. When I'm with You – 5:45
2. Just Because You Love Me – 4:36
3. Rock 'n' Roll People in a Disco World – 4:47
4. When I'm with You (Instrumental) – 3:45

Side 2
1. Young Girls – 4:49
2. Noisy Boys – 3:55
3. Stereo – 4:01
4. The Greatest Show on Earth – 4:17